# Iulius Mall Iași
Iulius Mall este primul centru comercial modern de tip shopping mall din Iași, primul din afara Bucureștiului și al doilea din România, inaugurat în aprilie 2000. Deținut de compania ieșeană Iulius Group, Iulius Mall e situat în campusul studențesc din cartierul Tudor Vladimirescu, având o suprafață închiriabilă de 25.400 de metri pătrați și peste 200 magazine.
Iulius Mall a fost construit în asociere cu Universitatea Tehnică Gheorghe Asachi, pe locul unde a funcționat cea mai mare cantină din România (cu o suprafață de 12.000 metri pătrați), printr-o investiție inițială de șapte milioane de dolari. La momentul inaugurării, ocupa o suprafață totală de 19.632 metri pătrați, iar cele patru niveluri ale sale găzduiau 130 de magazine. În anii 2005 și 2008, suprafața construită a fost extinsă la 38.000 de metri pătrați, valoarea de investiție în centrul comercial din Iași ajungând la 22 milioane de euro.